# Place des Fêtes (metropolitana di Parigi)
Place des Fêtes è una stazione delle linee 7 bis e linea 11 della metropolitana di Parigi.

## La stazione
La stazione venne aperta nel 1911 sulla linea 7 e quindi il 3 dicembre 1967 sull'attuale linea 7 bis. Quella sulla linea 11 venne inaugurata il 28 aprile 1935.
Situata in curva, dispone di due binari separati da un marciapiede centrale. La circolazione avviene a senso unico in questo tratto della linea 7 bis e i due binari si ricollegano alla stazione di Pré Saint-Gervais. All'uscita dalla stazione un tunnel a sinistra porta verso la stazione Porte des Lilas sulla linea 3 bis.

## Interscambi
- Bus RATP - 48, 60